# ホンダ・UR-V
UR-V（ユーアール - ブイ）は、東風本田汽車が製造・販売しているSUVである。

## 概要
パワートレインには、190ps/240Nmを発生する1.5L直列四気筒ターボエンジン（「240TURBO」）と上級グレードである、「370TURBO」では、268ps/370Nmを発生する2L直列四気筒ターボエンジンを用意。駆動方式は4WD、そしてアダプティブサスペンションが装備され、4つのドライブモード「SNOW」「ECON」「SPORT」「COMFORT」が用意されている。

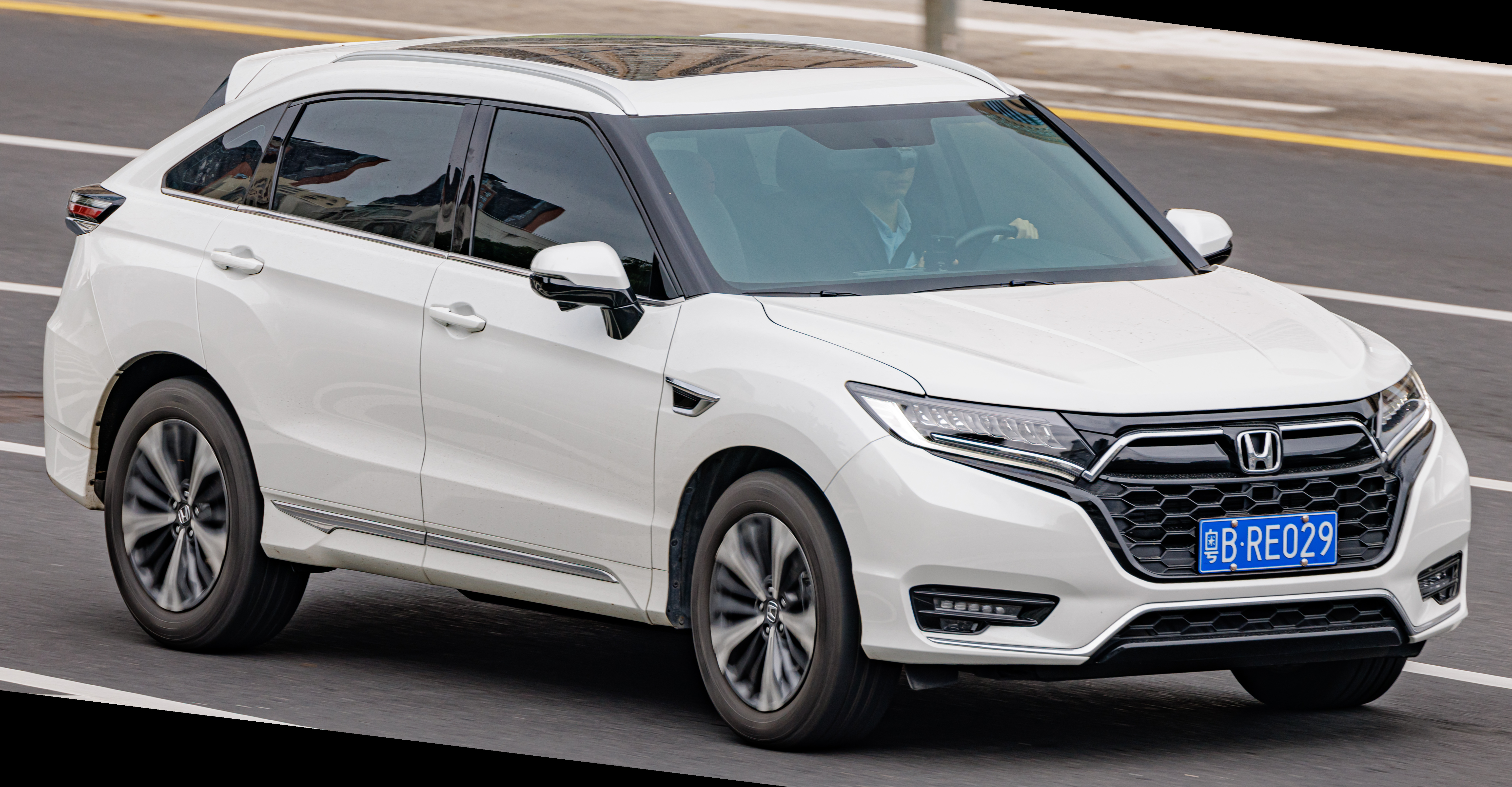
2020年改良型（フロント）
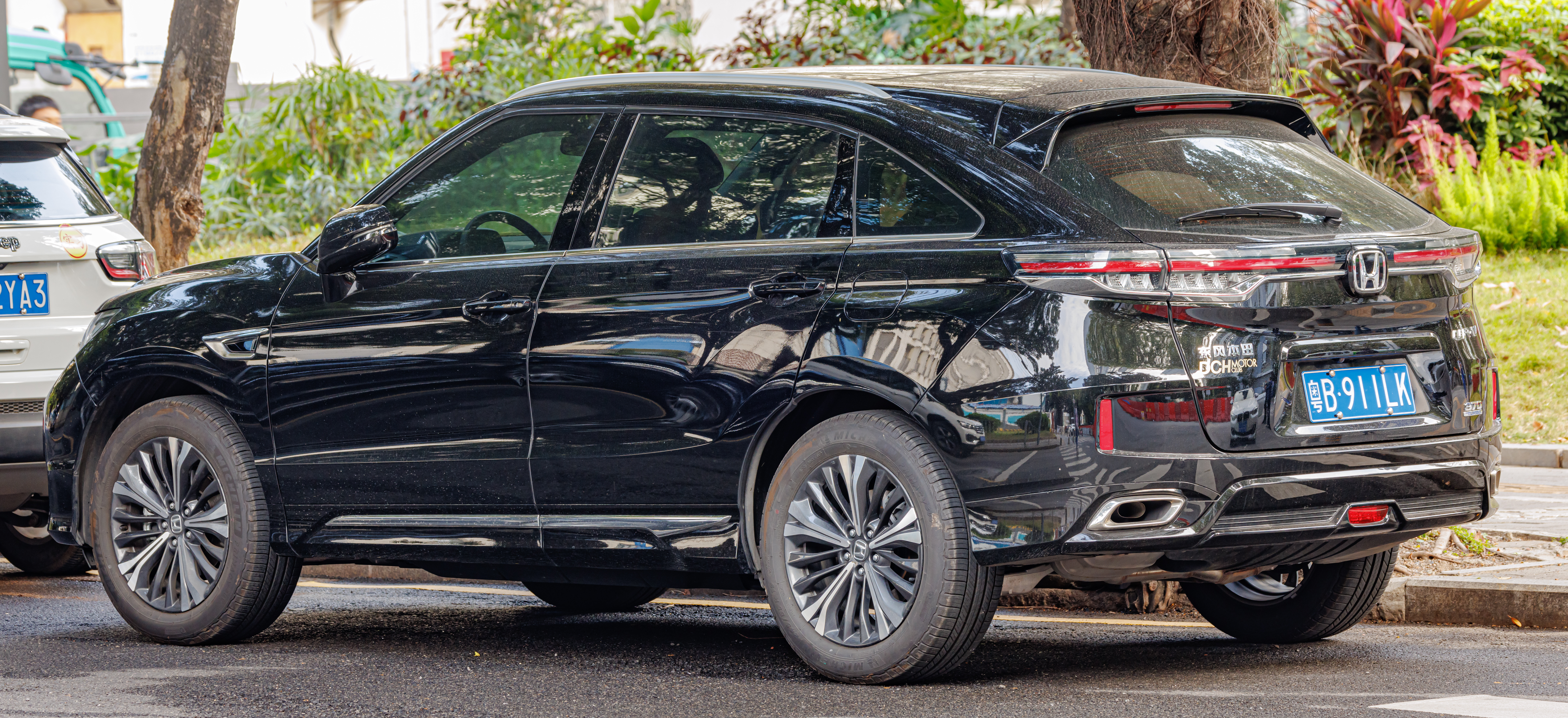
2020年改良型（リア）